# گیو اوباتا
گیو اوباتا (به انگلیسی: Gyo Obata)؛ زادهٔ ۱۹۲۳ سان فرانسیسکو، کالیفرنیا – ۸ مارس ۲۰۲۲) معمار آمریکایی قرن بیستم بود.
او دانش‌آموخته دانشگاه واشنگتن در سنت لوییس، و یکی از سه شریک مهم شرکت هلموث، اوباتا و کاساباوم بود.، و زیر نظر ایرو سارینن شاگردی کرد.